# Miracle sur la 34e rue (film, 1994)
Pour les articles homonymes, voir Miracle sur la 34e rue.
Pour plus de détails, voir Fiche technique et Distribution.
Miracle sur la 34e rue, ou Le Miracle de la 34e rue au Québec, (Miracle on 34th Street) est un film de Noël américain de Les Mayfield sorti en 1994. Il s'agit d'un remake du film homonyme sorti en 1947, lui-même basé sur l'histoire de Valentine Davies.

## Synopsis
Responsable des événements spéciaux dans un grand magasin de la 34e rue de New York, Dorey Walker doit organiser la parade du Père Noël pour les fêtes. Mais le figurant pressenti arrive complètement ivre. Dorey n'a d'autre solution que de s'adresser à un vieil homme au comportement un peu étrange. Le succès est immédiat, mais Kris Kringle serait-il le vrai Père Noël ?

## Fiche technique
- Titre original : Miracle on 34th Street
- Titre français : Miracle sur la 34e rue
- Titre québécois : Le Miracle de la 34e rue
- Réalisation : Les Mayfield
- Scénario : George Seaton (scénario de 1947) et John Hughes, d’après une histoire de Valentine Davies
- Décors : Doug Kraner
- Costumes : Kathy O'Rear
- Direction artistique : Steve Arnold
- Photographie : Julio Macat
- Montage : Raja Gosnell
- Musique : Bruce Broughton
- Production : John Hughes
- Société de production : 20th Century Fox
- Société de distribution : Twentieth Century Fox
- Pays d’origine :  États-Unis
- Langue : anglais
- Genre : Comédie dramatique
- Durée : 114 minutes
- Dates de sortie : 
  - États-Unis : 18 novembre 1994
  - France : 7 décembre 1994

## Distribution
- Richard Attenborough (VF : André Valmy) : Kris Kringle
- Elizabeth Perkins (VF : Pauline Larrieu) : Dorey Walker
- Dylan McDermott (VF : Nicolas Marié) : Bryan Bedford
- Mara Wilson (VF : Morgane Flahault) : Susan Walker
- James Remar (VF : Pascal Renwick) : Jack Duff
- Lisa Sparrman (VF : Françoise Cadol) : Rebecca Collins
- Joss Ackland (VF : Benoît Allemane) : Victor Landbergh
- J. T. Walsh (VF : Gabriel Cattand) : Ed Collins
- William Windom (VF : Jean-Claude Sachot) : C.F. Cole
- Robert Prosky (VF : Jean Michaud) : Juge Henry Harper
- Simon Jones (VF : Michel Prud'homme) : Donald Shellhammer
- Jack McGee (VF : Yves Barsacq) : Tony Falacchi
- Mark Damiano II (VF : Hervé Grull) : Daniel
- Peter Gerety (VF : Mario Santini) : policier
- Allison Janney : une maman dans le magasin de jouets

## Autour du film
- Ce film est le remake du Miracle sur la 34e rue sorti en 1947, qui a également inspiré une autre adaptation pour la télévision en 1973.
- La chaîne de magasins new-yorkaise Macy's, connue notamment pour sa célèbre parade de Thanksgiving, n'a pas souhaité faire partie de ce remake, contrairement au film de 1947 où elle fait partie intégrante du film (Doris Walker en était la responsable évènementielle). Elle est remplacée ici par le magasin fictif Cole's.